# Werschinino (Kaliningrad, Tschernjachowsk)
Werschinino (russisch Вершинино, deutsch Kohlischken, 1928–1945 Hutmühle, litauisch Koliškiai) ist ein Ort in der russischen Oblast Kaliningrad. Er gehört zur kommunalen Selbstverwaltungseinheit Stadtkreis Tschernjachowsk im Rajon Tschernjachowsk.

## Geographische Lage
Werschinino liegt 14 Kilometer südwestlich der Stadt Tschernjachowsk (Insterburg). Zu den Ort führt eine Stichstraße, die von der Regionalstraße 27A-039 von Swoboda (Jänischken/Jänichen) zur seit 2009 nicht mehr angefahrenen Bahnstation Ugrjumowo-Nowoje (Matheningken/Mattenau) an der Bahnstrecke Tschernjachowsk–Schelesnodoroschny (Insterburg–Gerdauen) nach Süden abzweigt. 

## Geschichte
Das Gründungsjahr des einstigen Colaukis liegt um 1557. Im Jahre 1874 wurde das Dorf in den neu errichteten Amtsbezirk Jänischken (1938–1945 „Amtsbezirk Jänichen“, heute russisch: Swoboda) eingegliedert, der bis 1945 zum Kreis Insterburg im Regierungsbezirk Gumbinnen der preußischen Provinz Ostpreußen gehörte. In Kohlischken lebten im Jahre 1910 321 Einwohner.
Am 30. September 1928 erweiterte sich Kohlischken um den Gutsbezirk Mühle Keppurren (heute russisch: Pereleski), der aus dem Amtsbezirk Blockinnen (1938–1945 „Amtsbezirk Blocken“, heute russisch: Otradnoje) nach hier umgegliedert wurde. Mit dem gleichen Datum erhielt Kohlischken die Umbenennung in „Hutmühle“.
1945 kam der Ort mit dem nördlichen Ostpreußen zur Sowjetunion. 1950 erhielt er (als Kollischken und Hutmühle) die russische Bezeichnung Werschinino. Der Ort wurde dem Dorfsowjet Swobodnenski selski Sowet im Rajon Tschernjachowsk zugeordnet. Von 2008 bis 2015 gehörte Werschinino zur Landgemeinde Swobodnenskoje selskoje posselenije und seither zum Stadtkreis Tschernjachowsk.

## Kirche
Mit seiner fast ausnahmslos evangelischen Bevölkerung gehörte Kohlischken resp. Hutmühle vor 1945 zum Kirchspiel der Kirche Didlacken (1938–1946: Dittlacken, heute russisch: Telmanowo) im Kirchenkreis Insterburg in der Kirchenprovinz Ostpreußen der Kirche der Altpreußischen Union. Heute liegt Werschinino im Einzugsgebiet der neu entstandenen evangelisch-lutherischen Kirchengemeinde in Tschernjachowsk (Insterburg), Pfarrsitz für die Kirchenregion Tschernjachowsk in der Propstei Kaliningrad der Evangelisch-lutherischen Kirche Europäisches Russland.